# Tanaecia jahnu
Tanaecia jahnu är en fjärilsart som beskrevs av Moore 1857. Tanaecia jahnu ingår i släktet Tanaecia och familjen praktfjärilar. Inga underarter finns listade i Catalogue of Life.